# Juncus gracilicaulis
Juncus gracilicaulis är en tågväxtart som beskrevs av Aimée Antoinette Camus. Juncus gracilicaulis ingår i släktet tåg, och familjen tågväxter. Inga underarter finns listade i Catalogue of Life.